# Rodolphe III de Bade-Bade
Pour les articles homonymes, voir Rodolphe III.
Rodolphe III de Bade (Rudolf III von Baden) fut co-margrave de Bade de 1288 à 1332.

## Famille
Fils de Rodolphe Ier de Bade-Bade et de Cunégonde d'Eberstein, Rodolphe III de Bade épouse en 1306 Jutta de Strassberg fille du comte Othon III von Strassberg). Deux enfants naissent de cette union :
- Cunégonde
- Irmgard